# Liste von Gänsebrunnen
In dieser Liste sind Gänsebrunnen aufgeführt, also Brunnen im öffentlichen Raum, die Gänse zum Thema haben.

## Deutschland
| Bezeichnung                                | Bild           | Standort | Künstler                                                                       | Errichtung Einweihung              | Weitere Informationen |
| ------------------------------------------ | -------------- | --- | ------------------------------------------------------------------------------ | ---------------------------------- | --- |
| Gänselieselbrunnen (Berlin)                | weitere Bilder | Berlin, Nikolsburger Platz 3 (Lage)                                                                             | Cuno von Uechtritz-Steinkirch / Harald Haacke                                  | 1910 / 1987                        | |
| Lehrer-Lämpel-Brunnen                      |                | Bornheim (Pfalz), Max-und-Moritz-Platz                                                                          | Gernot Rumpf                                                                   |                                    | |
| Gänsebrunnen (Bützow)                      | weitere Bilder | Bützow, vor dem Rathaus (Lage)                                                                                  | Walther Preik                                                                  | 1981                               | |
| Gänsebrunnen (Diepholz)                    | weitere Bilder | Diepholz, an der Kreissparkasse (Lage)                                                                          | Karl-Heinz Friedrich                                                           | 1988                               | Bronze |
| Gänsebrunnen (Dommitzsch)                  | weitere Bilder | Dommitzsch (Lage)                                                                                               | Bruno Kubas                                                                    | 1983                               | |
| Gänsediebbrunnen in Dresden                | weitere Bilder | Dresden (Lage)                                                                                                  | Robert Diez                                                                    | 1878/1890                          | |
| Gänsebrunnen (Dülmen)                      | weitere Bilder | Dülmen, Ortsteil Hausdülmen, auf dem Dorfplatz (Lage)                                                           |                                                                                |                                    | |
| Gänsebrunnen                               | weitere Bilder | Düsseldorf, auf dem Marktplatz in der Düsseldorfer Altstadt (Lage)                                              | Willy Meller                                                                   | 1956                               | |
| Gänseprünnel                               |                | Enkenbach-Alsenborn (Lage)                                                                                      |                                                                                |                                    | In Stein gemeißelte Gans |
| Gänsereiterbrunnen                         | weitere Bilder | Essen (Lage) | William Ohly                                                                   |                                    | Gänsereiterfigur seit II. Weltkrieg verloren.                                                                                         |
| Gänsemännchenbrunnen (Gänsemännle-Brunnen) | weitere Bilder | Freiburg im Breisgau, Adelhauser Platz (Lage)                                                                   |                                                                                |                                    | Kopie eines Brunnens, den Joseph von Kopf um 1850 in der Werkstatt von Alois Knittel für den Freiburger Kartoffelmarkt schuf          |
| Gänsebrunnen (Glaubitz)                    | weitere Bilder | Glaubitz, neben Zum Heim 7 (Lage)                                                                               |                                                                                | 1907                               | |
| Gänseliesel-Brunnen                        | weitere Bilder | Göttingen, Markt, vor dem Alten Rathaus (Lage)                                                                  | Paul Nisse (Bildhauer), nach einem Entwurf des Architekten Heinrich Stöckhardt | 1901                               | Zierbrunnen, Bronzefigur ist seit 1990 Kopie (Original im Städtischen Museum)                                                         |
| Gänsebrunnen (Halle (Saale))               | weitere Bilder | Halle (Saale), Kröllwitz, Rosa-Luxemburg-Platz (Lage)                                                           | Gustav Weidanz                                                                 | 1939                               | |
| Gänseliesel-Brunnen (Hannover)             | weitere Bilder | Hannover, am Nordostrand des Steintorplatzes (Lage)                                                             | Carl Dopmeyer                                                                  | 1898                               | |
| Gänsebrunnen                               |                | Heidelberg, Wieblinger Rathausplatz (Lage)                                                                      |                                                                                | 2000                               | |
| Gänsebrunnen (Heilbronn)                   |                | Heilbronn, ursprünglich an der Allee, heute Schöntaler Gasse, beim Gänshof (Lage)                               | Hermann Koziol                                                                 | 1961                               | Es sind drei Gänse zu sehen, die ihre Hälse nach dem Wasserstrahl ausstrecken; siehe Liste der Brunnen in Heilbronn#Liste der Brunnen |
| Gänsebrunnen (Herford)                     | weitere Bilder | Herford, in der Radewig auf dem Gänsemarkt (Lage)                                                               | Bruno Buschmann                                                                | 1978                               | Bronze |
| Gänsemännchenbrunnen (Meiningen)           | weitere Bilder | Meiningen (Lage)                                                                                                |                                                                                | 1854                               | Kopie des Gänsemännchenbrunnen (Nürnberg)                                                                                             |
| Gänsebrunnen (Mitteleschenbach)            | weitere Bilder | Mitteleschenbach (Lage)                                                                                         |                                                                                |                                    | |
| Gänselieselbrunnen (Monheim am Rhein)      |                | Monheim am Rhein (Lage)                                                                                         | Julius Haigis                                                                  | 1937                               | siehe auch Monheim am Rhein#Gänselieselbrunnen                                                                                        |
| Gänsebrunnen (München)                     | weitere Bilder | München, Winthirplatz (Lage)                                                                                    | Johann Stangl                                                                  | 1928                               | siehe auch Liste Münchner Brunnen und Liste der Baudenkmäler in Neuhausen (München)                                                   |
| Gänsebrunnen (Munster, Örtze)              | weitere Bilder | Munster, Wilhelm-Bockelmann-Straße (Lage)                                                                       | Bernd Maro (Hannover)                                                          | 1986                               | |
| Gänsebrunnen (Nerchau)                     | weitere Bilder | Nerchau, Gänsemarkt (Lage)                                                                                      |                                                                                | 21. Oktober 2000/ 7. November 2015 | 3 metallene Gänseskulpturen auf dem Gänsemarkt in Nerchau bei Grimma, 2000 erstmals aufgestellt, nach Diebstahl 2014, 2015 erneuert   |
| Gänsebrunnen (Neustadt an der Aisch)       | weitere Bilder | Neustadt an der Aisch, Max-Döllner-Platz (Lage)                                                                 |                                                                                |                                    | |
| Gänsemännchenbrunnen (Nürnberg)            | weitere Bilder | Nürnberg (Lage)                                                                                                 | Pankraz Labenwolf (Erzgießer)                                                  | ca. 1550                           | |
| Gänse- und Ferkelbrunnen in Perleberg      |                | Perleberg, an der Puschkinstraße (Lage)                                                                         | Bernd Streiter                                                                 |                                    | |
| Gänsepredigtbrunnen                        | weitere Bilder | Regensburg, Bischofshof (Lage)                                                                                  | Joseph Michael Neustifter                                                      | 1980                               | |
| Gänsebrunnen (Remscheid-Lennep)            | weitere Bilder | Remscheid-Lennep, Ecke Schwelmer Straße/Gänsemarkt (Lage)                                                       |                                                                                |                                    | |
| Gänsebrunnen (Schieder-Schwalenberg)       |                | Schieder-Schwalenberg, Alte Torstraße (Lage)                                                                    | Jakob Wedel                                                                    |                                    | [ 2 ] |
| Gänsepeterbrunnen                          | weitere Bilder | Stuttgart, am Johann-Sebastian-Bach-Platz (Lage)                                                                | Architekt Paul Lauser, Bildhauer Theodor Bausch, Erzgießer Hugo Pelargus       | 1901                               | |
| Gänsemännchenbrunnen (Weimar)              | weitere Bilder | Weimar (Lage)                                                                                                   |                                                                                |                                    | Kopie des Gänsemännchenbrunnen (Nürnberg)                                                                                             |
| Gänsebrunnen (Weyarn)                      |                | Weyarn, Niederaltenburg 75 (Lage)                                                                               |                                                                                |                                    | |
| Gänsebrunnen „Gänsemarsch“                 |                | Wickede (Ruhr), vor dem Rathaus (an der Hauptstraße zwischen Kirchstraße und Christian-Liebrecht-Straße) (Lage) | Hans Gerd Ruwe                                                                 | 1988                               | Bronze; siehe auch Kunst im öffentlichen Raum in Wickede (Ruhr)                                                                       |
| Gänseliesel-Brunnen (Wittingen)            |                | Wittingen Ecke Gänsemarkt/Lange Straße (Lage)                                                                   | Georg Arfmann                                                                  | 1991                               | |

## Weitere
| Bezeichnung                     | Bild           | Standort                   | Staat      | Künstler          | Errichtung Einweihung | Weitere Informationen                                                  |
| Gänselieselbrunnen              |                | Bruneck (Lage)             | Italien    | Freiberger        |                       | Am Schlossberg neben der Rainkirche gelegen                            |
| Hans-im-Glück-Brunnen           |                | Innsbruck (Lage)           | Österreich | Franz Staud       | 1956                  | Hans im Glück mit Gans; siehe auch Liste von Brunnen in Innsbruck      |
| Laufbrunnen Fliegende Wildgänse | weitere Bilder | Innsbruck-Reichenau (Lage) | Österreich | Helmut Millonig   | 1973                  | drei auffliegende Wildgänse; siehe auch Liste von Brunnen in Innsbruck |
| Gänselieslbrunnen               |                | Linz (Lage)                | Österreich | Walter Ritter     | 1952                  | Mädchen mit einer Gans unter jedem Arm                                 |
| Gänsemännchenbrunnen (Luzern)   | weitere Bilder | Luzern (Lage)              | Schweiz    |                   |                       | Kopie des Gänsemännchenbrunnen (Nürnberg)                              |
| Gänselieslbrunnen               |                | Völs (Lage)                | Österreich | Siegfried Hafner  | 1979                  | Bronzefiguren einer sitzenden Gänsehirtin mit zwei Gänsen              |
| Gänsemädchenbrunnen in Wien     | weitere Bilder | Wien (Lage)                | Österreich | Anton Paul Wagner |                       |                                                                        |
| Gänsebrunnen (Zürich)           |                | Zürich, Seefeld (Lage)     | Schweiz    |                   |                       |                                                                        |